# Троицкое (Кашинский район)
Троицкое — деревня в Кашинском городском округе Тверской области.

## География
Деревня находится на берегу реки Кашинка в 9 км на юго-восток от города Кашина.

## История
Село Троицкое, в нем деревянная церковь во имя Живоначальной Троицы, да церковь во имя  Введения Перчистой Богородицы, упоминается в Кашинской Писцовой книге 1628-29 годов за Левонтием Петровым сыном Тучковым. В Кашинской Переписной книге 1677 года село Троицкое, а в нем церковь во имя Живоначальной Троицы, значилось за Андреем до Гаврилом Давыдовыми детьми Тучкова.
В 1758 году в селе была построена деревянная Троицкая церковь с 2 престолами.
В конце XIX — начале XX века село входило в состав Фроловской волости Калязинского уезда Тверской губернии. 
С 1929 года деревня входила в состав Фарафоновского сельсовета Кашинского района Кимрского округа Московской области, с 1935 года — в составе Калининской области, с 1994 года — в составе Фарафоновского сельского округа, с 2005 года — в составе Фарафоновского сельского поселения, с 2018 года — в составе Кашинского городского округа.

## Население
| 1859 | 1888 | 2002 | 2010 |
| ---- | ---- | ---- | ---- |
| 195  | ↘190 | ↘16  | ↘6   |